# Ascia

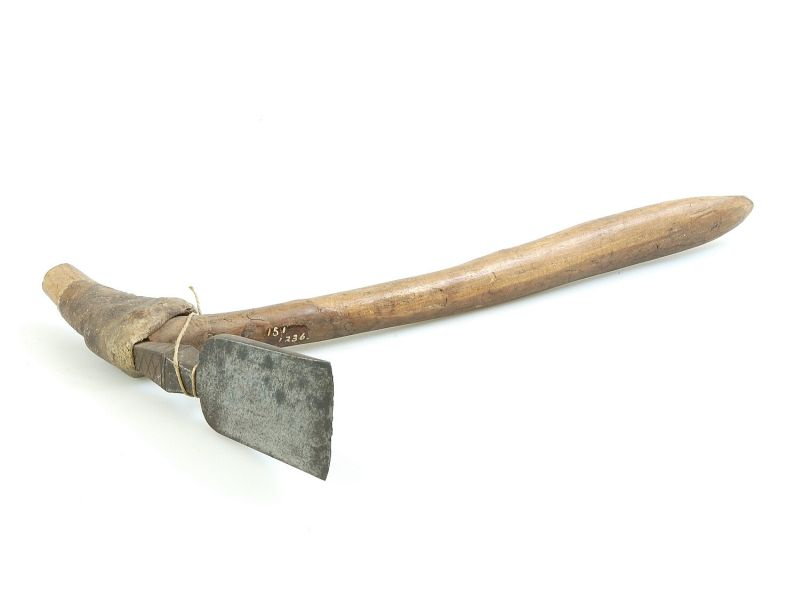
Un'ascia

L'ascia è uno strumento da taglio utilizzato per la lavorazione del legno, con la lama perpendicolare al manico.
Nel linguaggio comune il termine ascia viene usato intercambiabilmente con scure e accetta ma in realtà queste ultime due hanno il taglio parallelo al manico.
Se la scure o l'accetta è creata appositamente per essere usata in guerra, viene quasi sempre chiamata ascia, nonostante abbia il filo parallelo all'impugnatura, ad esempio nel caso dell'ascia da battaglia, l'ascia d'armi o l'ascia danese.

## Storia

### Africa
L'ascia è raffigurata nell'antica arte egizia dall'Antico Regno in poi. Originariamente le lame dell'ascia erano fatte di pietra, ma già nel periodo predinastico le asce di rame avevano quasi sostituito quelle di selce. Le lame di pietra erano fissate al manico mediante legatura e le prime lame di bronzo continuavano questa semplice costruzione. Durante la tarda età del bronzo il manico venne fatto passare attraverso un occhio nella parte superiore della lama. Esempi di asce egizie si possono trovare nei musei, ad esempio nel Petrie Museum.
Una raffigurazione di un'ascia era usata anche come geroglifico, rappresentando le consonanti stp, "scelto", e usato come:...Faraone XX, scelto da Dio/Dea YY...
L'ahnetjer (traslitterazione del Manuel de Codage, ossia un sistema standard per la codifica computerizzata delle traslitterazioni di testi geroglifici egiziani: aH-nTr) è raffigurato come uno strumento simile ad un'ascia, era usato nella cerimonia di apertura della bocca, intesa a trasmettere potere sui loro sensi a statue e mummie. Apparentemente era la zampa anteriore di un toro o di una mucca appena sacrificati con cui veniva toccata la bocca.
Mentre in Africa la tecnologia dell'età del ferro si spostava a sud con le migrazioni, gli egizi portarono con sé la loro tecnologia, comprese le asce. Oggi le asce di ferro sono utilizzate in tutta l'Africa rurale per vari scopi - scavare latrine, tagliare legna, lavorazione dei campi di mais, caffè, tè, piretro, fagioli, miglio, patate dolci o altre.

### Nuova Zelanda
Le asce Māori preistoriche della Nuova Zelanda (chiamate toki in Māori) erano per l'intaglio del legno, realizzate con pounamu proveniente dall'Isola del Sud. Durante il periodo arcaico Māori, le asce erano fabbricate sull'Isola del Nord ed erano comunemente realizzate con grovacca dell'isola di Motutapu o basalto della baia di Ōpito nel Coromandel, simili alle asce costruite su altre isole del Pacifico. Le asce dentellate del primo periodo trovate nel Northland erano principalmente di argillite estratta nelle regioni di Marlborough e Nelson. Sull'isola di Henderson, una piccola isola corallina nella Polinesia orientale priva di roccia diversa dal calcare, le popolazioni native potrebbero aver modellato gigantesche conchiglie per costruire asce.

### Costa nord-occidentale americana
I popoli indigeni della costa nord-occidentale americana usavano tradizionalmente le asce per la costruzione di ciotole e canoe, maschere e totem). Le asce della costa nord-occidentale assumono due versioni: con manico e con impugnatura a D. La versione con manico è simile a un'ascia europea. Il manico è costituito da un ramo storto naturale che forma approssimativamente un angolo del 60%. L'estremità sottile è utilizzata come manico e l'estremità spessa è appiattita e intagliata per essere fissata con un'ascia di ferro. I manici moderni a volte sono un pezzo grezzo segato con un tassello aggiunto al bastone. La seconda versione è l'ascia con impugnatura a D, fondamentalmente un'ascia di ferro con un'impugnatura attaccata direttamente che non fornisce alcuna leva meccanica. Le asce della costa nord-occidentale sono classificate in base alle dimensioni e alla forma del ferro rispetto al ruolo di utilizzo. Le asce nord-occidentali più grandi hanno dimensioni simili alle loro controparti europee e le asce più piccole sono in genere molto più leggere per essere utilizzate per la levigatura dettagliata, la modellatura e la testurizzazione della superficie necessarie per l'intaglio delle figure.

### Nuova Guinea e Melanesia[19][20][21]
Le asce in pietra macinata sono ancora utilizzate in Nuova Guinea Occidentale, Papua Nuova Guinea e in alcune isole minori della Melanesia e della Micronesia. La pietra dura è macinata su una roccia fluviale con l'ausilio dell'acqua fino ad ottenere la forma desiderata, poi fissata a un legno ad angolo cresciuto naturale con resina e fibre vegetali. La forma e la fabbricazione di queste asce è simile a quella dell'età della pietra in Europa. Viene utilizzata una varietà di minerali. Il loro uso è in declino, poiché è più conveniente tagliare la legna con asce o machete d'acciaio importati. Tuttavia alcuni mestieri cerimoniali come la fabbricazione di canoe, scudi cerimoniali, maschere, tamburi, contenitori possono richiedere l'uso di asce di pietra di fabbricazione tradizionale.

## Caratteristiche
Questo attrezzo è costituito da:

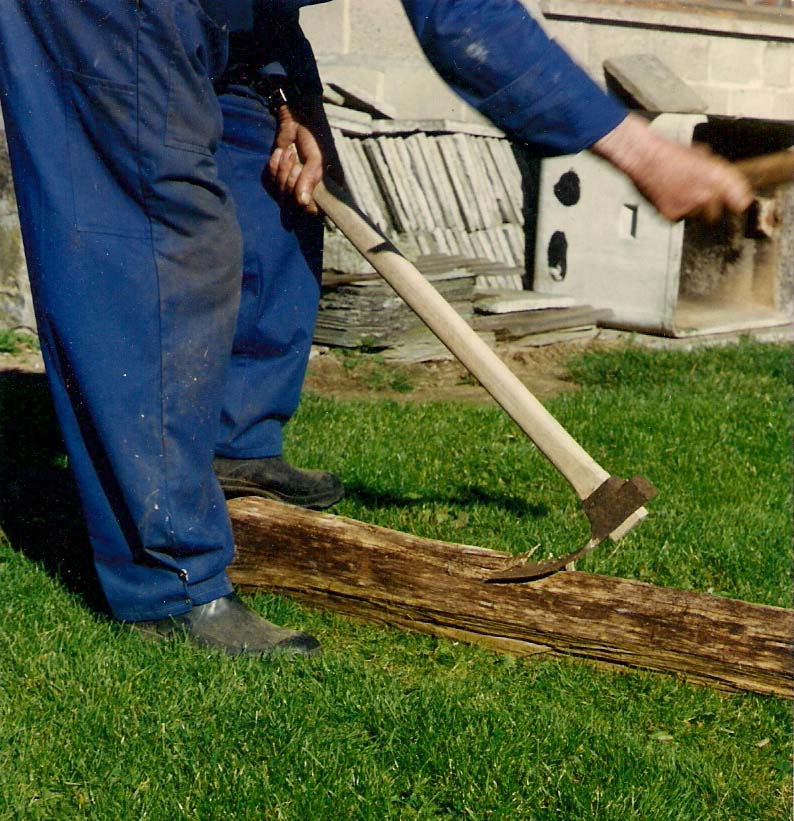
Uso di un'ascia

- una lama in ferro, ricurva e con il taglio perpendicolare al manico e in questa configurazione generica ha una forte somiglianza con la zappa.
- un manico, un'estremità del quale viene infilato nell'alloggiamento di forma tronco-conica presente nell'occhio del ferro. Il manico può essere lungo, nella versione da usare a due mani, o corto nella versione da usare con una mano sola.
- un cuneo, che allarga il manico nell'occhio del ferro, in modo da rendere il tutto solidale.

## Uso
Questo attrezzo era utilizzato nel passato e tuttora, dai carpentieri per squadrare i tronchi, prima sgrossandoli e poi lisciandoli. Da qui il nome di maestro d'ascia (o mastro d'ascia) con cui questi abili artigiani erano conosciuti nell'ambito delle costruzioni navali ed edili.

## Galleria d'immagini

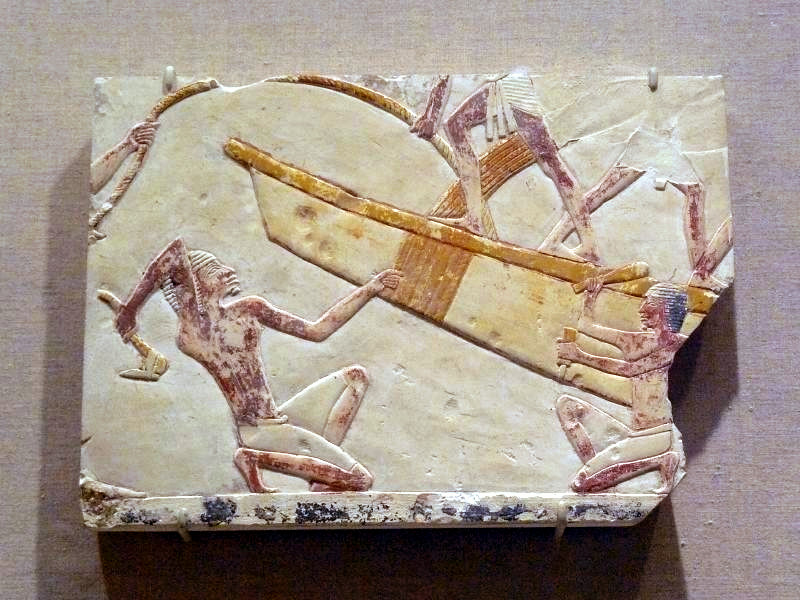
Rilievo egiziano di costruzione di barche, raffigurante un operaio che usa un'ascia.
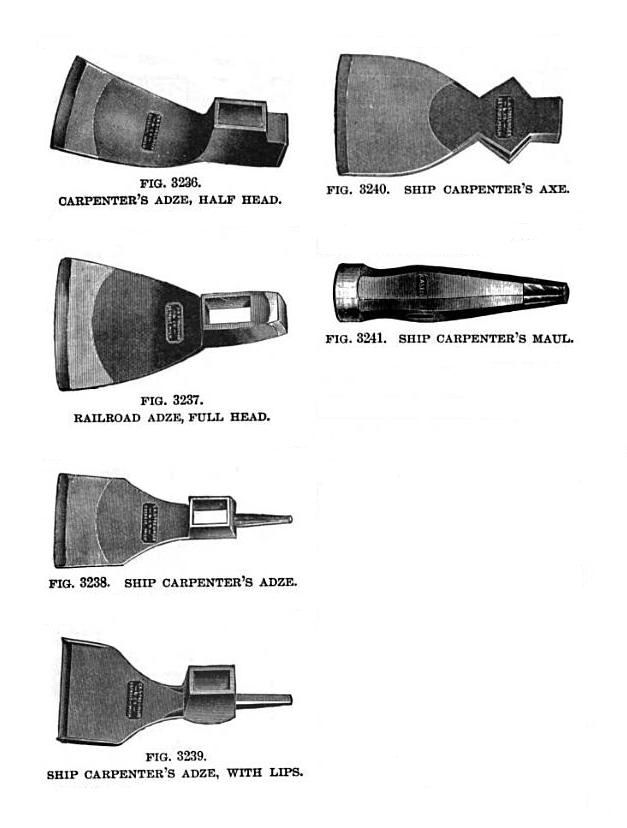
Ascia e ascia per la lavorazione del legno della conoscenza del XIX secolo.
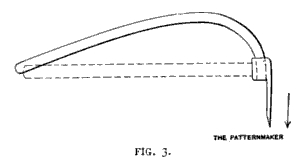
Ascia giapponese, 1904.
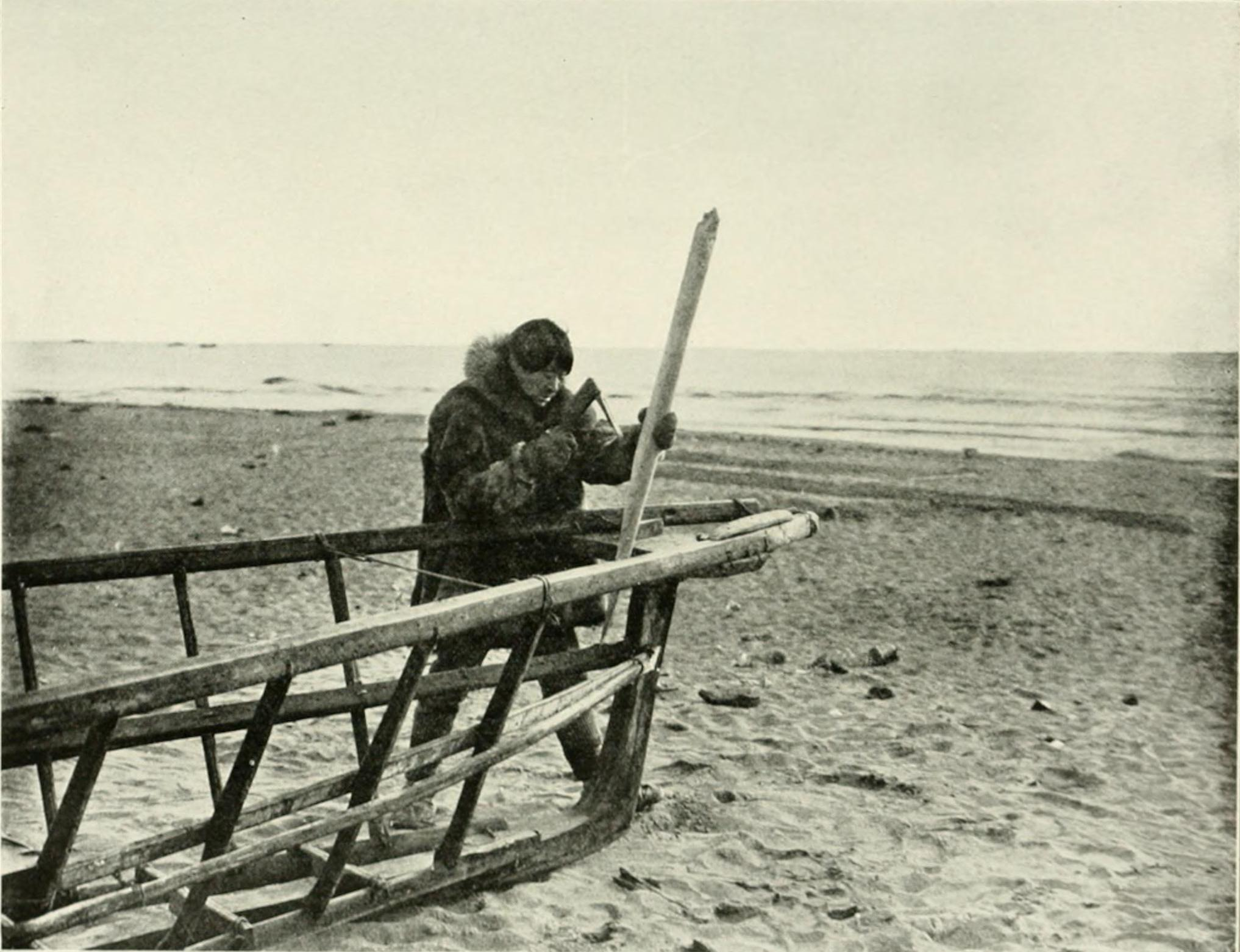
Costruttore di barche nativo dell'Alaska che utilizza un'ascia, 1909.
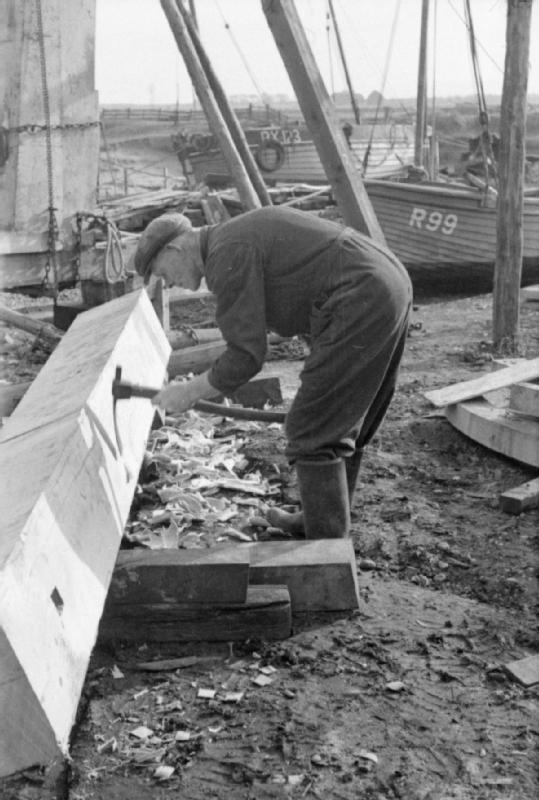
Cantiere navale, costruzione di pescherecci a motore con ascia, Sussex, Inghilterra, 1944.
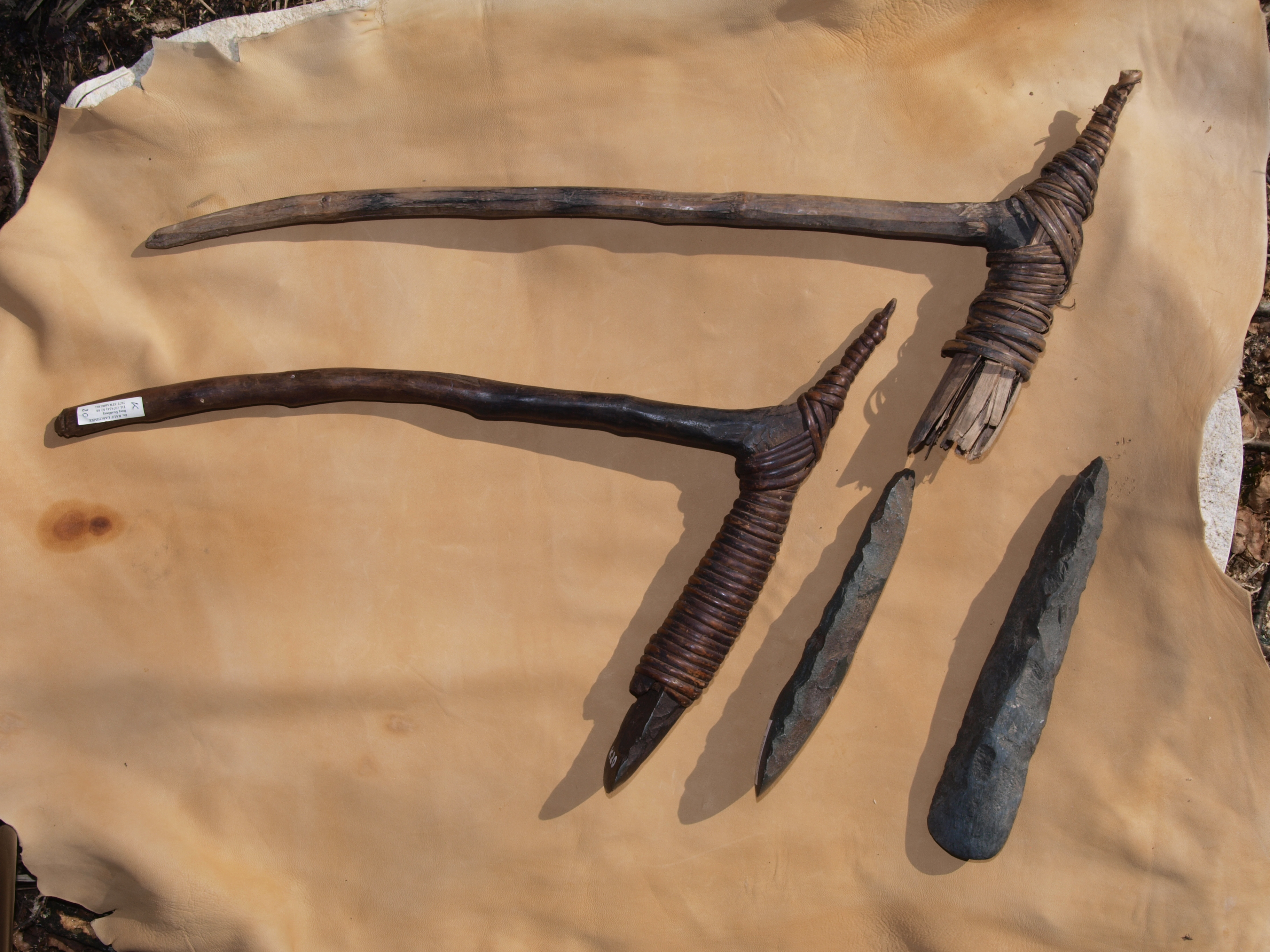
Asce di pietra contemporanee dalla Nuova Guinea.
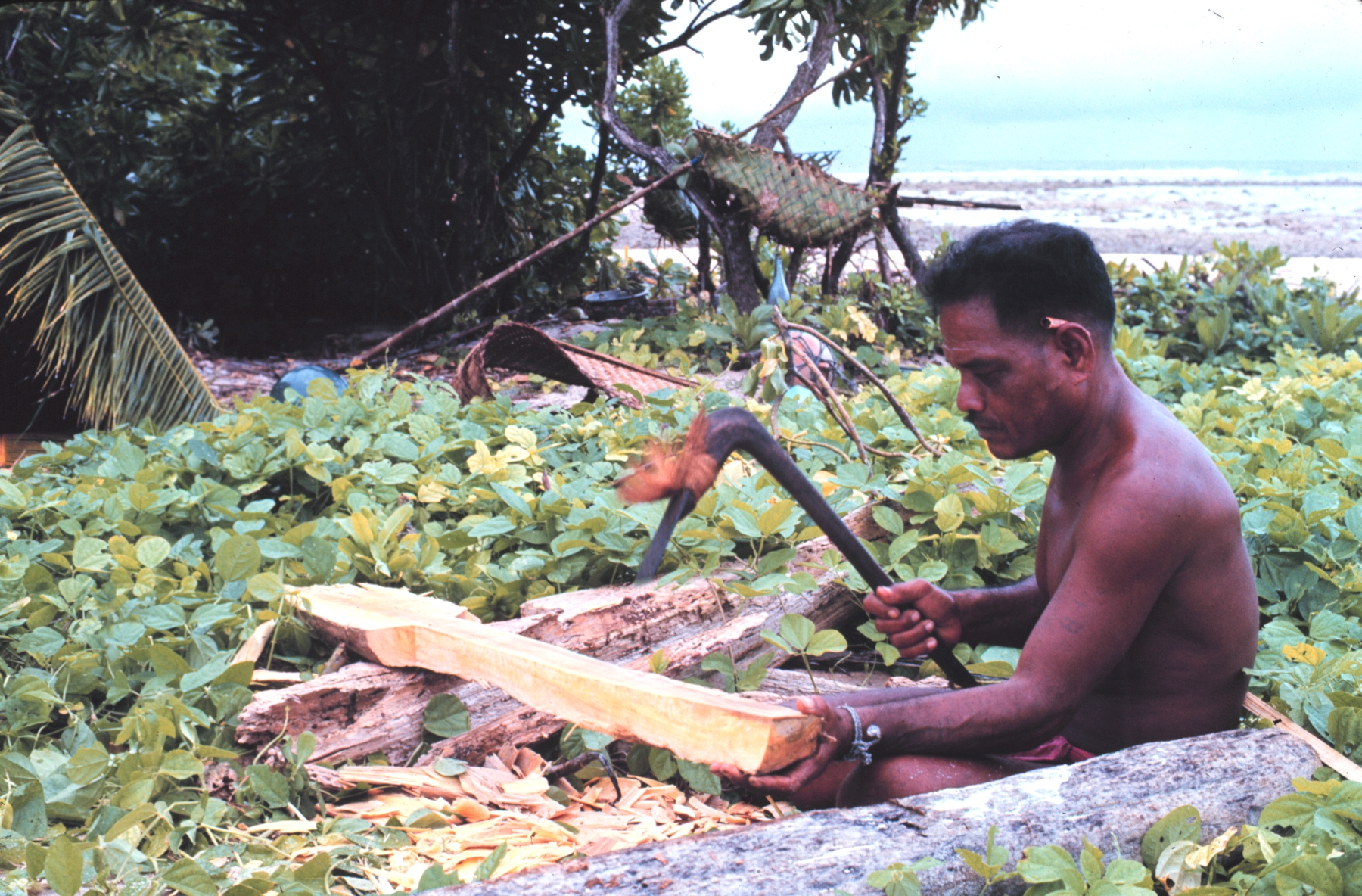
Micronesiano di Tobi, Palau, che fa una pagaia per il suo wa (un tipo di canoa) con un'ascia.
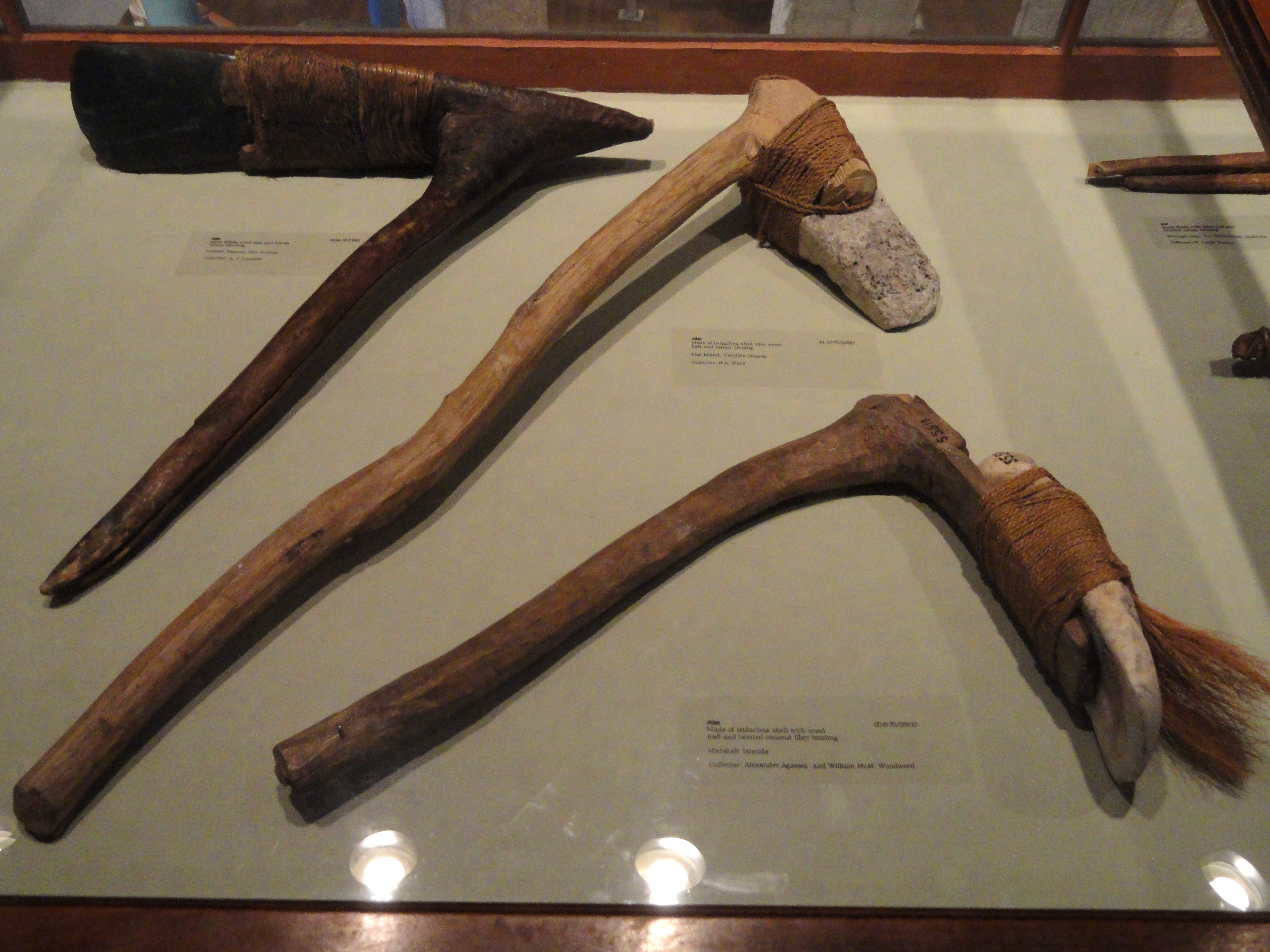
Asce, Isole Marshall e Yap - Collezione del Pacifico - Peabody Museum, Harvard University.